# Багатовіковий дуб (Чернігів, вул. Олега Міхнюка)
Багатовікови́й дуб — ботанічна пам'ятка природи місцевого значення в Україні. Розташована в місті Чернігів, на вул. Олега Міхнюка, 45. 
Площа 0,01 га. Статус присвоєно згідно з рішенням Чернігівського облвиконкому від 28.08.1989 року № 164. Перебуває у віданні: Чернігівське РБД «Зеленбуд». 
Статус присвоєно для збереження одного екземпляра дуба віком понад 300 років. 